# Famille de Bueil
Pour les articles homonymes, voir Bueil.
La famille de Bueil est une famille noble française originaire de Touraine (Jean IV de Bueil, † en 1415 à Azincourt, ayant épousé en 1404 l'héritière de Sancerre, Marguerite-Dauphine d'Auvergne). Le membre le plus illustre de la Maison de Bueil est Jean V de Bueil (~1406-† 1477/1478), amiral de France, premier comte de Sancerre de la Maison de Bueil en 1451, qui participa aux côtés de Jeanne d'Arc à la levée du siège d'Orléans (1428-1429) et écrivit bien plus tard Le Jouvencel vers 1461-1466.
La branche aînée se maintient pendant six générations à la tête du Comté de Sancerre. René de Bueil, dernier comte héréditaire de Sancerre, le vend à Henri II de Bourbon, prince de Condé (en 1637/1640). En 1665 cette branche comtale disparaît dans les mâles avec son fils Jean VIII de Bueil ; mais postérité des trois sœurs de ce dernier, Anne (dont le fils, Jean de Perrien marquis de Crenan, releva le nom de Bueil), Françoise et Renée de Bueil.
La famille de Bueil a donné un archevêque de Bourges, un évêque d'Angers, un gouverneur du Mans, un Maître des Arbalétriers de France, quatre Grand bouteillers de France et un amiral de France. Elle est éteinte de nos jours.

## Origines
Plusieurs origines sont avancées pour la Maison de Bueil.

### Origine mythique
Les Bueil sont dits d'origine italo-provençale, rameau des Grimaldi de Beuil eux-mêmes prétendument issus des Guiscard/Hauteville de Naples-Sicile, en jouant sur la confusion Beuil/Bueil. Le plus célèbre des Bueil — avec l'amiral Jean V — le poète Racan (1589-1670), semblait croire à cette fable des plus légendaires.

### Origine traditionnelle
Originaire de Touraine, la famille de Bueil fut l'une des plus considérables de cette région,,. Au début du XVe siècle elle hérite du Comté de Sancerre. Elle serait une branche cadette des seigneurs de L'Isle-Bouchard, de Rivarennes et de Cinq-Mars. En effet, le premier Bueil connu serait le Chevalier Barthélemy III de L'Ile-Bouchard, dit de Bueil (né vers 1231-† vers 1300 ; fils de Bouchard VII de L'Ile-Bouchard, mari d'Eustachie de Doué dame de Gençay et Thouarcé, et père de Bouchard VIII). Dans ce schéma traditionnel, les Bueil apparaissent au début du XIVe siècle comme Seigneurs de Bueil-en-Touraine (avec Jean Ier, aussi seigneur de Cinq-Mars, écuyer de Charles IV, que le site Racines&Histoire, donne comme fils cadet de Barthélemy III et d'Eustache de Doué, et frère puîné de Bouchard VIII de L'Ile-Bouchard).

### Nouvelles perspectives
S'appuyant sur les archives et donc les sources authentiques, R. C. Famiglietti a complètement renouvelé le dossier des premiers Bueil ; il eut d'ailleurs un précurseur en Amédée de La Ponce, érudit du XIXe siècle, bibliothécaire-archiviste, auteur de l'exégèse d'une plaque commémorative de la famille de Bueil placée dans l'église collégiale St-Michel et les Saints-Innocents (intégrée dans l'église des Saints Michel-et-Pierre), publiée dans les Mémoires de la Société archéologique de Touraine (t. IX, p. 38-42 ; cf.) et mettant en cause la doxa véhiculée notamment par le Père Anselme (cf.,-p. 460). Famiglietti montre notamment que l'origine bouchardaise, qu'il tient pour erronée, est due à une confusion : un certain chevalier Barthélemy du Plessis possédait à Bueil-en-Touraine un fief dont il tirait son nom, Le Plessis-Barbe, avec la métairie de la Souderie/la Soudinière ; maître Pierre de Bueil (sans doute le propriétaire immédiat, détenteur du domaine direct, utile, non éminent) avait donné cette métairie à l'abbaye St-Julien de Tours et au prieuré de Bueil qui dépendait d'elle, et Barthélemy ratifia cette offre en février 1252 ; de plus, la donation fut entérinée en mars 1255, alors que Barthélemy du Plessis était déjà décédé, par autre Barthélemy, sire de L'Isle-Bouchard, et son frère cadet Olivier de L'Isle-Bouchard, sire de Rivarennes, dont Barthélemy du Plessis fut le vassal pour ledit fief du Plessis-Barbe. Aucune parenté n'est mentionnée dans les actes entre les deux frères de L'Isle-Bouchard, Barthélemy du Plessis et Pierre de Bueil : l'extrapolation qui fait des Bueil et des L'Isle-Bouchard des membres de la même famille, et qui décore Barthélemy de L'Isle-Bouchard et son frère Olivier de Rivarennes du nom de Bueil, est donc fautive.
En revanche, l'acte de 1252 nous apprend qu'il y avait déjà à Bueil une famille de Bueil, dont maître Pierre était un représentant (pour son fief du Plessis-Barbe, voir à l'article Bueil). En fait d'autres documents bien plus anciens nous renseignent davantage : en 1108, Bueil est mentionné pour la première fois dans un acte citant son ancien seigneur, Hugues de Vaux, alors décédé, qui avait fait donation de l'église St-Pierre de Bueil à St-Julien de Tours ; au XIIe siècle, Geoffroy de Bueil dit Esperon, finit moine à St-Julien de Tours et gratifie cette abbaye en 1158-1160 : le chevalier Bos/Boz de Bueil, seigneur dudit Geoffroy Esperon, et Henri de Bueil, prêtre, sont témoins de la donation faite par Geoffroy. Ces gens sont-ils entre eux des parents, et sont-ils des ancêtres des Bueil du XIVe siècle ? Cela est tentant. En tout cas une origine locale de nos Bueil paraît des plus plausibles... Ils assumèrent la seigneurie directe jusqu'en 1476 (Jean V fonde alors la collégiale et cède ladite seigneurie en fief aux chanoines : voir plus bas).

### Duché de La Vallière
Le duché de La Vallière, ou de Vaujours, érigé en mai 1667 par Louis XIV pour sa favorite Louise de La Vallière, s'assoit sur les terres de Châteaux-en-Anjou, Vaujours et Chouzé, et de Saint-Christophe (Touraine). À l'origine ces terres composaient des baronnies appartenant à la Famille de Bueil, de 1398 au moins à 1666 : depuis la seconde moitié du XIIIe siècle elles avaient patiemment été achetées par les Bueil ou leurs ancêtres Trousseau (de Touraine) sur leurs anciens seigneurs, les d'Alluyes, alliés aux Rotrou de Montfort et poursuivis dans les Parthenay-L'Archevêque (cf. l'article Perche-Gouet/Seigneurs/Guillaume Gouët) ; vente en 1666 à Louis XIV par Renée de Bueil et son mari François de Mesgrigny, pour que le roi puisse donc en faire don à sa maîtresse, à la fin de leur liaison en 1667.

## Branches et filiation
- Branche de Bueil-Sancerre
- Branche de Bueil-Courcillon et La Marchère
- Branche de Bueil-Fontaine(s), Racan
- Branche de Bueil-Marmande, Faye-la-Vineuse, La Roche-Clermault

Nous donnons pour les premiers Bueil les deux versions traditionnelle et rénovée.

### Généalogie traditionnelle
- Jean Ier de Bueil, fils cadet de Barthélemy III de L'Ile-Bouchard et d'Eustachie de Doué, et frère cadet de Bouchard VIII de L'Ile-Bouchard, seigneur de Bueil-en-Touraine en 1320, de Cinq-Mars et de Valeines/Valennes (Valennes ? Vallères, tout proche ? Plutôt Le Portau de Vallaines ?), ∞ 1327 Agnès/Isabeau Savary de Montbazon
  - Jean II de Bueil († vers 1366), Seigneur de Bueil, ∞ Isabelle fille de Geoffroi de Pal(l)uau sire de Montrésor. Sa sœur Jeanne de Bueil, dame de Cinq-Mars, épouse Bonabès IV de Rougé : postérité
    - Jean III de Bueil (~1335/1340-† 1390/1391), seigneur de Bueil, de Montrésor et de La Marchère, aussi de Saint-Calais par achat vers 1395 (ou bien c'est son fils Jean IV ; problème de date), conseiller-chambellan de Louis duc d'Anjou et roi titulaire de Naples (-Sicile), gouverneur du Mans, sénéchal de Beaucaire, ∞ 1° Anne d'Avoir, † 1390, Dame de Château-Fromont
      - Jean IV de Bueil († 1415 à la bataille d'Azincourt, Seigneur de Bueil, Montrésor, Saint-Calais, Château-Fromont et Courcelles (Courcelles/Courcillon plutôt que Courcelles), lieutenant général de Guyenne ; ∞ 2° 1404 Marguerite-Dauphine d'Auvergne († après 1413), dernière fille de Béraud II, Dauphin d'Auvergne et de Marguerite de Sancerre, comtesse de Sancerre — par sa mère : héritière de Sancerre, dame d'Aubijoux, Sagonne, Meillant, Vailly, Charenton, Marmande (à Vellèches et Marigny)[14], Faye-la-Vineuse, La Roche-Clermault, St-Michel-sur-Loire
        - Jean V de Bueil, † 1477/1478, comte de Sancerre en 1451, amiral de France (voir plus bas)
        - Louis III de Bueil, † 1466
        - Pierre, Seigneur du Bois (-Vouvray) ? et de la Mothe-Sonzay ? (ou bien c'est son oncle homonyme ci-dessous), ∞ Marguerite de La Chaussée, d'où Jacques de Bueil qui ∞ son arrière-cousine Louise de Fontaine-Guérin ci-dessous. Postérité : les seigneurs de Fontaine-Guérin
        - Anne de Bueil, † après 1458, Dame d'Aubijoux, Meillant, Sagonne, Charenton ; ∞ (contrat de mariage en date du 23 août 1428) Pierre d'Amboise, † 1473, Seigneur de Chaumont-sur-Loire, Les Rochettes, Asnières à Blois, Saint-Vérain, Bussy et Preuilly en Berry, Les Bordes-Guénand, Moulins, etc., 1440 : gouverneur de la Touraine
        - Marie, ∞ Baudouin de Crénon et Brouassin. Son gisant repose dans un enfeu de l'église du prieuré de Château-l'Hermitage.

      - Pierre de Bueil, † 1414, Seigneur du Bois (-Vouvray) (? ou bien c'est son neveu homonyme ci-dessus) et de la Mothe-Sonzay (et Racan) ?, maréchal d'Anjou, ∞ Anglésie, (petite)-fille de Thibaut (Ier) de Lévis-Florensac-Sérignan : leur fille Marie de Bueil ∞ Hardouin de Fontaine-Guérin : parents de Jean de Fontaine(s), père lui-même de René de Fontaine(s) qui épouse Jeanne, fille de Pierre II de Vendôme-Segré. La fille de René et Jeanne de Vendôme, Louise de Fontaine (-Guérin), ∞ 1458/1466 Jacques de Bueil ci-dessus ; leur fils Georges de Bueil, sire de la Motte-Sonzay, du Bois-Vouvray, de Fontaine-Guérin, de la Roche au Majeur (La Roche-Talbot ou la Roche-Racan), a pour fils Jean de Bueil, père d'Honorat (qui ∞ 1566 Anne de Bueil ci-dessus ; leur fille Anne ∞ 1596 Roger de Saint-Lary, duc de Bellegarde) et de Louis de Bueil (père du poète Racan : postérité)
      - Hardouin de Bueil († 1439), évêque d'Angers, chancelier du roi de Sicile (Louis, duc d'Anjou)
      - Guillaume de Bueil, seigneur de Valenne, de Vaujours et de Brosses (? ? ; en Indre-et-Loire, il existe Brosse(s) à Sonzay, Courcelles-de-Touraine, Ambillou, Vouvray, Luzillé[15]...)
      - Jeanne (~1370-~1422), ∞ Jean de L'Isle-Bouchard, Doué, Gençay, Rochefort († 1415 à Azincourt) : leur fille Catherine de L'Isle-Bouchard ∞ 1° Pierre de Giac, puis 2° Georges de La Trémoïlle (postérité, dont leur arrière-arrière-arrière-petite-fille Jacqueline, femme de Louis IV de Bueil ci-dessous)
      - Marguerite (~1370-1422), ∞ Jean (II ou III) de Brézé-Jean II, sire de La Varenne/La Garenne : Pierre II de Brézé est leur petit-fils
      - Marie, dame de Passavant
      - Catherine, ∞ Pierre IV de Villaines, prince d'Yvetot († 1415 à Azincourt), fils de Pierre.

### Généalogie rénovée
- Jean (Ier) de « Bueil » dont les biens avaient été mis en la main du roi Philippe le Bel et s'y trouvaient encore en 1299
- Jean Ier de Bueil (Jean (II) dans la généalogie rénovée), né vers 1300 et tué à la bataille de Crécy en 1346, probablement le fils du précédent ; présenté traditionnellement mais sans preuves comme l'époux de Marie, fille d'Imbert de Chourses de Malicorne et de Jeanne d'Uzages ; écuyer d'honneur du roi Charles IV en 1321
- Jean II de Bueil (Jean (III) dans la généalogie rénovée), son fils (né vers 1320 et † 1366) ; x Jeanne d'Avoir (née vers 1323 ?), fille d'Hardouin Ier d'Avoir sire de Château-Fromont et de Marguerite Trousseau, sœur de Guillaume II Trousseau et fille de Pierre Ier Trousseau/Troussel († ~1340 ; famille tourangelle), seigneur de Launay-Trousseau (Launay, à Lublé) et de Chasteaux (auj. Château-la-Vallière ; avec Souvigné, Vaujours, St-Christophe), et de sa 1° femme qui nous reste inconnue ; les Trousseau de Touraine avaient aussi Véretz. Parents de : 
  - Jean III de Bueil (Jean (IV) dans la généalogie rénovée) (né vers 1340-† 1405), seigneur de Bueil et La Marchère, et par acquisition : sire ou baron de Montrésor (par achat vers 1378), Mirebeau (par don viager du duc Louis Ier d'Anjou vers 1379/1382), Pocé et La Varenne (par achat en 1382 à Guy II de Chauvigny de Châteauroux), de Saint-Calais (par achat vers 1391/1393), de Courcillon, Château-Fromont, Véretz et des dîmes de Vouvray (par héritage de son oncle maternel Pierre d'Avoir vers 1393/1395, frère de Jeanne d'Avoir) ; Chambellan du roi (Charles V puis Charles VI), de Louis Ier duc d'Anjou, enfin du duc de Touraine et d'Orléans, gouverneur du Mans et d'Angers (1369), capitaine-châtelain de Chinon et de Loches (1379), sénéchal de Beaucaire en 1374-1377, sénéchal de Toulouse en 1377-1378 et 1379-1380, maître des Arbalétriers en 1396-13984 ; x Isabeau, fille de Philippe de La Roche, d'où :
    - Pierre de Bueil († vers 1380/1383), écuyer dans la compagnie de gens d'armes de son oncle homonyme Pierre de Bueil, chevalier en mai 1380, x vers 1378 Anglésie (alias Englese, Engloise) de Lévis, dame de Florensac en partie ; qualifiée de « niepce » — nièce peut alors s'entendre dans le sens actuel, mais aussi comme petite-cousine ; pour le site Racines&Histoire : Lévis, p. 18 c'est même sa sœur, mais la chronologie ne fonctionne pas : cf. le site MedLands : Bueil — de Thibaut II de Lévis († vers1387/1391), fils de Thibaut Ier et petit-fils de Guy III de Lévis, seigneur de Lapenne et de Montbrun ; Anglésie survit à Pierre de Bueil et meurt sans postérité avant ledit Thibaut de Lévis
    - Jean IV de Bueil (Jean (V) dans la généalogie rénovée) (né vers 1361-tué en 1415 à Azincourt), seigneur de Bueil et de la Marchière, de Courcelles (Courcillon) et de Château-Fromont (fiefs familiaux), de Montrésor, de Saint-Calais et de Pocé (fiefs acquis par son père), de St-Christophe (acquis vers 1408 de Jean II L'Archevêque, sire de Parthenay), de St-Michel-sur-Loire et la Vauderne (acquis en 1410 sur le maréchal Jacques de Montbron de Maulévrier, qui les tenait de sa première femme Marguerite, comtesse de Sancerre et belle-mère de Jean IV de Bueil, voir ci-après), chambellan du roi et de Louis II duc d'Anjou, capitaine de Mirebeau (que son père avait eu en seigneurie viagère). À noter que la tradition fait de lui un maître des Arbalétriers, mais il semble que ce soit plutôt son père qui ait exercé cette charge. Époux en 1404 de Marguerite-Dauphine d'Auvergne († 1436), dernière fille du dauphin Béraud II et de Marguerite, comtesse de Sancerre (ladite comtesse Marguerite eut trois autres mariages, le dernier avec Jacques de Montbron qu'on vient de rencontrer), comtesse héritière de Sancerre, dame d'Aubijoux, Sagonne, Meillant, Charenton, Vailly, Marmande, Faye-la-Vineuse, La Roche-Clermault, St-Michel-sur-Loire..., dernière sœur du dauphin Béraud III
      - Jean V de Bueil (Jean (VI) dans la généalogie rénovée) (~1404/1406-1478), comte de Sancerre en 1451, amiral de France : voir plus bas
      - Louis (III) de Bueil, sire de Marmande et de Pocé, bailli des Montagnes d'Auvergne, chambellan du dauphin Louis, châtelain de La Balme et Quirieu, mort quelques heures après avoir été gravement blessé par un Anglais dans un tournoi à Tours, le 5 février 1447. Il avait survécu à sa femme, Anne de Tucé, fille de Jeanne de Tucé et de Guillaume de Sourches, qu'il avait épousée en 1432 ; laquelle testa le 4 novembre 1433 et mourut sans postérité. Louis eut des enfants naturels9 :
        - Thomas de Bueil (légitimé en octobre 1471) ;
        - Jacques, bâtard de Bueil, fils de Guillemette Cochet(e). Par sa femme Louise de Fontaines (-Guérin), à partir de 1458 : sire du Boys, Chezelles et La Bouynière/La Bonninière (à Azay ou Neuvy-le-Roi ?), Boille/Bouillé-Amenart/Bouillé-Ménard, Chevelu(es) et du Portau de Vallaines ; x 1458 Louise dame de Fontaines (-Guérin), de La Motte-Sonzay, du Bois/du Boys et du Bois-Vouvray, issue de Pierre de Bueil (frère cadet de Jean III), et veuve de Bertrand de Beauvau († 1458), fils cadet de Bertrand de Beauvau (voir plus bas). Postérité, dont :
          - Georges de Bueil († ~1510/1513), sire de Fontaine-Guérin, du Boys, du Portau de Vallaines, du Plessis-au-Jau, de Chevelues, de Vouvray-sur-Loir et du Bois-Vouvray, de La Roche-au-Moyen/-au-Moion en Touraine (qui serait la Roche-aux-Moines à Neuillé ? ; s'il faut plutôt lire -au-Majeur, ce serait La Roche (voir ci-dessous) et/ou La Roche-au-Majeur à La Roche-Talbot ?), de Jévardel/Juvardeil, de Crassay (une châtellenie de Langeais) ; x 1504 Marguerite de Broc († après 1550)
            - Jean de Bueil († vers 1570 ? en tout cas après 1550), seigneur des mêmes fiefs, aussi de La Mothe-Sonzay et de La Roche-Behuart (La Roche-Buard à Charentilly plutôt qu'à St-Christophe ?) : deux fiefs venus de l'héritage Pierre de Bueil, père de Marie de Bueil, dame du Bois/du Boys, qui épouse Hardouin de Fontaines (-Guérin) ci-dessous ; x Françoise de Montalais (de la famille de Montalais plusieurs fois alliée aux Bueil ?)
              - Honorat de Bueil († 1590), sire de Fontaine-Guérin, La Motte-Sonzay, etc., x 1566 Anne de Bueil fille de Louis IV, comte de Sancerre ci-dessous : leur fille Anne de Bueil († 1631), reste sans postérité de son mariage en 1596 avec Roger II de Saint-Lary, duc de Bellegarde
              - Louis de Bueil, sire de Racan (d'abord un domaine à Neuvy-le-Roi ; nom plus tard étendu à Saint-Paterne-Racan, La Roche-Racan, puis Aubigné-Racan), x 1588 Marguerite, fille de François de Vendômois du Vau et veuve de son cousin Mathurin de Vendômois de Champmarin (à Aubigné-Racan) (cf. Racines&Histoire : Vendômois du Vau, p. 17-20, p. 19-20 notamment)
                - Honorat de Bueil de Racan (1589-1670), le poète ; x 1628 Madeleine du Bois[16] : Postérité éteinte dans les mâles à la 2e génération, avec ses deux petits-fils nés de son fils Antoine (1632-1684), sgr. de Fontaines, dit le marquis de Racan, de Bueil, ou de Fontaines (-Guérin) : 
                  - Honorat, dit le marquis de Racan ou de Bueil († 1709 à Malplaquet),
                  - et Pierre-Antoine de Bueil de Racan, sgr. du Plessis-Barbe (à Bueil ; voir à cet article, et au début du présent article > Origines), x 1716 Jeanne-Madeleine-Catherine de Cotignon (cf. Louis Arnould : Racan, p. 615). Il cède Racan et le Plessis-Barbe en 1745 à Michel-Roland des Escotais
                  - Postérité en lignée féminine par la fille du poète, Françoise de Bueil (1637-1698 ; sœur d'Antoine), x 1658 Charles de La Rivière

              - Louise, abbesse de Bonlieu
              - Jeanne/Anne de Bueil, x 1615 Jean d'Acigné sire de Grand-Bois, de La Roche-Jagu et du Plessis : Postérité, dont Honorat d'Acigné de Grand-Bois

      - Anne de Bueil (1405-1458), dame d'Aubijoux, Charenton, Meillant, Sagonne ; épouse le 23/08/1428 Pierre d'Amboise, seigneur de Chaumont : Postérité

    - Jeanne de Bueil, x Jean, seigneur de L'Ile-Bouchard, Doué, Rochefort et Gençay († 1415 à Azincourt, possiblement avec leur fils Jean de L'Isle-Bouchard, lui-même père d'un fils naturel aussi nommé Jean)
      - Catherine de L'Isle-Bouchard († 1472), épousa 1° Jean des Roches, 2° Hugues de Chalon comte de Tonnerre, 3° Pierre II de Giac, et 4° Georges Ier de La Trémoille (Postérité de cette dernière union : Louis XV en descend au moins deux fois ; et leur arrière-arrière-arrière-petite-fille Jacqueline de La Trémoille est la femme de Louis IV de Bueil ci-dessous)

    - Marie de Bueil, x avec postérité Bertrand (Berthelon, Berthelot) de La Haye, seigneur de Passavant, Mallièvre et Mortagne (né vers 1369-† vers 1394/1395) ; Marie n'est plus en vie fin août 1396
    - Catherine de Bueil, x 1409, Pierre IV seigneur de Villaines et prince d'Yvetot († 1415 à Azincourt), fils de Pierre "le Bègue" de Villaines († ~1406)

  - Pierre de Bueil, cité jusqu'en 1413, seigneur du Bois/du Boys (à Neuvy-le-Roi), de La Motte de Sonzay et des Roches de Sougé, chambellan de Charles VI, chambellan et maréchal du duc d'Anjou Louis Ier (oncle de Charles VI), chambellan et maréchal de Louis Ier, duc de Touraine puis d'Orléans (frère cadet de Charles VI), bailli de Touraine en 1392-1411 et 1413 ; mari de Marguerite de (La) Chaussée (ou de Chausse), d'où : 
    - Marie de Bueil, dame du Bois/du Boys (fl. 1400, 1431 ; x 1° Hardouin de Fontaines († 1399), sire de Fontaine-Guérin, de L'Isle sur le Loir, de La Roche de Vaas et de La Roche-au-Moion/-au-Moyen en Touraine (la Roche-aux-Moines  à Neuillé ? Ou bien plutôt -au-Majeur = La Roche et/ou la Roche-Talbot ?, et alors venue plausiblement de sa femme Marie de Bueil), auteur du Trésor de Vénerie en 1394 : postérité évoquée ci-après et ci-dessus ; et 2° vers 1405/1407 Jean de Châteaubriant de Chalain et des Roches-Baritaut
      - (du 1°) Jean de Fontaines († 1423), x Jeanne Aménard, dame de Bouillé-Aménard, d'où < René de Fontaines, x Jeanne de Vendôme du Lude et de Segré (les Vendôme de Segré et du Lude sont issus de Bouchard, fils cadet du comte Bouchard VI ; veuve, Jeanne se remaria, avec postérité, avec François II de Montbron, prince de Mortagne, vicomte d'Aunay, baron de Matha et de Maulévrier, petit-fils du maréchal Jacques rencontré plus haut comme le dernier mari de Marguerite de Sancerre), d'où :
        - Renée de Fontaines, dame de Fontaine-Guérin, La Motte de Sonzay, Vouvray-sur-Loir, des Roches de Sougé, de la Roche de Vaas, de L'Isle-sur-Loir, x 1443 Jean (de) Daillon du Lude : < leur fille Renée Daillon porte ces fiefs à ses deux maris : Alain de La Motte vice-amiral de Bretagne (fl. 1472, 1492), puis vers 1496 Antoine de Loubes (fl. jusqu'en 1507)
        - Louise de Fontaines (-Guérin), x 1° Bertrand de Beauvau († 1458), seigneur de Saint-Laurent-des-Mortiers et de Ternay, fils cadet de Bertrand de Beauvau ; et 2° 1458 Jacques, bâtard de Bueil, fils naturel de Louis III de Bueil ci-dessus < d'où, du 2°, la suite des seigneuries de la famille de Fontaines (-Guérin) : voir plus haut (Racan appartient à cette branche)

  - Hardouin de Bueil, évêque d'Angers en 1374 († 18 janvier 1439), sire de Chasteaux en 1398 par achat à son grand-oncle maternel Pierre II Trousseau/Troussel (beaucoup plus jeune que sa demi-fratrie aînée, Guillaume II et Marguerite Trousseau ; fils de Pierre Ier Troussel et de sa 2° épouse, la capétienne Isabelle de Dreux-Beu ; la postérité de Pierre II Troussel se porta vers Bruniquel), de Vaujoyeux/Vaujours (au moins depuis 1401), de St-Christophe (au moins depuis 1433) et des dîmes de Vouvray (au moins depuis 1423), aussi de Brion et Vau de Moliherne12. Son héritage passera à la descendance de son frère Jean III de Bueil
  - Guillaume de Bueil († 1415 à Azincourt), maître des Eaux et Forêts de Touraine, capitaine du château de Tours ; époux de Jeanne de Fontaines : d'où un fils : Guillaume de Bueil
  - Marguerite de Bueil († < 1408), x 1366 Jean (II ou III) de Brézé de La Varenne († 1407) : Pierre II de Brézé est leur petit-fils, et Louis XV en descend
  - Marie de Bueil, x Baudouin sire de Crénon et Vaslon (Crannes et Vallon) et de Brouassin († le 8 octobre 1393). Ceux-ci n'eurent des petits-enfants que par leur fille, Ambroise de Crénon, Vallon et Brouassin, épouse de Jean III de Champagne († le 13 janvier 1437), dont le premier-né, Jean IV de Champagne (-Parcé ou en Anjou), naquit à Angers le 29 avril 1384, épousa en avril 1430 Marie, fille de Guillaume VII de Sillé, et vit nombre de ses frères cadets mourir à la bataille de Verneuil en août 142416.

### À partir de Jean V, comte de Sancerre et amiral de France
Jean V de Bueil (Jean (VI) dans la généalogie rénovée) (né ~1404/1406-† 1478), Comte de Sancerre en 1451, vicomte de Carentan, seigneur de Bueil, Montrésor, Châteaux en Anjou, Chouzé et Vaujours/Vaujoyeux, Courcillon/Courcelles et Courcelles, Château-Fromont (qu'il échange avec Yolande d'Aragon contre Mirebeau en août 1431), Vailly, St-Christophe, Faye, aussi de Saint-Calais et d'Ussé, conseiller-chambellan du roi, capitaine des ville et château de Tours, amiral de France. En août 1476, Jean obtint de Sixte IV l'érection de la collégiale de Bueil, et il dota le chapitre de la seigneurie de Bueil, qu'il abandonnait donc aux six chanoines (-p. 458, 461 et 463) ; ∞ 1° Jeanne de Montjean, probable héritière d'Ussé, fille de Jean Ier de Montjean et d'Anne de Sillé ; ∞ 2° 1456 Martine, fille d'Antoine Turpin, seigneur de Crissé et Vihiers, chambellan de Charles VI et Charles VII, et de Jeanne de La Grésille
- (1°) Antoine de Bueil (né vers 1440/1445-† ~1506), comte de Sancerre ; ∞ 1461 Jeanne, princesse  de Valois, (février 1448 - après 1467), fille légitimée de Charles VII et de sa favorite Agnès Sorel
  - Jacques de Bueil († 1513), comte de Sancerre ; ∞ 1° Jeanne de Bois-Jourdan d'Azay-le-Rideau, et 2° Jeanne de Sains
    - (du 1°) Charles de Bueil († 1515 à la bataille de Marignan), comte de Sancerre, x Anne de Polignac (° 1495 - + 29/03/1554 à Verteuil), dame de Randan, fille unique et héritière de Jean, vicomte de Polignac, et de Jeanne de Chambes de Montsoreau, remariée en 1518 à François II de La Rochefoucauld
      - Jean VI (ou VII) de Bueil († 1537), comte de Sancerre

    - (du 1°) François, archevêque de Bourges en 1520-1525
    - (du 2°) Louis IV de Bueil († ~1563), comte de Sancerre, Grand-bouteiller de France ; ∞ Jacqueline baronne de Marans, Ré, La Mothe-Achard, Brandois, Ste-Hermine, Gençay. fille de François de La Trémoille, vicomte de Thouars (voir plus haut)
      - Jean VII (ou VIII) de Bueil († 1638), comte de Sancerre, Grand-bouteiller de France ; il achète St-Cloud en 1618 ; ∞ Anne de Daillon, fille de Guy (de) Daillon, comte du Lude (Maison Daillon)
        - René de Bueil, dernier comte héréditaire de Sancerre, comte de Marans, Grand-bouteiller de France. Il vend Sancerre vers 1637/1638 à Henri II de Bourbon, prince de Condé (cession effective en 1640, à la † de René)
          - Jean VIII (ou IX) de Bueil († 1665 sans postérité), seigneur de Bueil et comte de Marans, Grand-bouteiller de France ; → Postérité de ses trois sœurs :
          - Anne de Bueil , ∞ 1654 Pierre Ier de Perrien, marquis de Crénan, Grand-bouteiller de France, veuf de Madeleine de Bueil-Courcillon ci-dessous,
          - Françoise de Bueil, ∞ Claude-Hugues de Lusignan de Lezay et des Marais, marquis de Lezay,
          - et Renée de Bueil, ∞ 1656 François Ier de Mesgrigny de Briel (1619-1679)[18] ; d'où la succession de Marans et de Bueil à la disparition de Jean de Perrien de Crénan, fils de Pierre Ier et d'Anne de Bueil ; on l'a vu plus haut, ce sont Renée et son mari François qui cèdent à Louis XIV en 1666 les terres qui formèrent le duché de La Vallière et Vaujours ; Renée et François furent parents de nombreux enfants : 
            - dont l'aîné, François II de Mesgrigny, sire de Bueil et de Briel (1657-1720), céda le comté de Marans en juillet 1720 à François-Marie (de) Fargès, qui lui-même le vendit en avril 1740 à Etienne-Claude d'Aligre (1694-1752), président à mortier au Parlement, père d'Etienne-François[19] : cf. Sancerre ; la postérité de François II s'éteignit avec sa fille Charlotte de Mesgrigny, dame de Briel, sans alliance,
            - Joseph de Mesgrigny, fils cadet, sans alliance ; trois sœurs, successivement prieures de Foissy : Renée, Françoise et Simonne de Mesgrigny,
            - enfin, Marie-Louise de Mesgrigny, épouse de Louis-Joseph de Broussel d'Ambonville : d'où Nicole-Marie-Charlotte-Christine de Broussel († 1743)

      - Claude de Bueil, seigneur de Courcillon et de La Marchère, marié à Catherine de Monteclerc, fille de René de Montecler, seigneur de Bourgon, et de Claude des Hayes. Ces deux époux qui moururent en 1596 avaient eu six enfants, dont les quatre premiers sont :
        - Louis de Bueil, sire de Courcillon et La Marchère, x Renée de Couette(s) (une famille d'Anjou-Maine) : d'où Madeleine de Bueil, dame de Courcillon, La Mothe-Achard, Brandois, première femme en 1645 de Pierre de Perrien de Crenan ci-dessus : Postérité, et succession de Courcillon
        - Jacques de Bueil, seigneur de la Perrière, abbé commendataire d'Orbais[20]
        - Claude de Bueil
        - Jacqueline de Bueil (1588-† 1651), comtesse de Moret, 1° femme en 1604 (annulation en 1607) de Philippe de Harlay, comte de Cézy, cousin germain de Charlotte des Essarts ; puis maîtresse d'Henri IV (dont Antoine de Bourbon-Bueil (1607-1632), sans postérité) ; puis femme en 1617 de René II Crespin du Bec, marquis de Vardes : dans leur postérité se trouve l'impératrice Sissi

      - Anne de Bueil, x 1566 Honorat de Bueil († 1590), sire de Fontaine-Guérin, La Motte-Sonzay ci-dessus : d'où Anne de Bueil († 1631), restée sans postérité de son mariage en 1596 avec Roger II de Saint-Lary, duc de Bellegarde
      - Jacqueline, x 1° François de Montalais, seigneur de Chambellay, puis 2° Charles de Chahanay, seigneur de Chéronne
      - Gabrielle ; ∞ (ou seulement fiancée ?) Edmund/Esmé II Stuart, duc de Lennox et seigneur d'Aubigny, fils d'Esmé Ier
      - Françoise, abbesse de Bonlieu ; et Louise de Bueil, abbesse de Beaumont-lès-Tours.

  - Renée de Bueil ; ∞ Jean V de Bruges-La Gruuthuse, Comte de Winchester (1500), Prince de Steenhuise, 1489 sénéchal d'Anjou, 1498 : Maître des Arbalétriers de France, 1499 : capitaine du Louvre, 1504 : Lieutenant-général et gouverneur de Picardie
- (2°) Edmond de Bueil († 1495), seigneur de Marmande (à Vellèches et Marigny), Faye-la-Vineuse, La Roche-Clermault ; ∞ Françoise de Laval-Brée, d'où postérité : leur fille Isabelle de Bueil épouse Joachim Gillier, d'où les Gillier, sires de Marmande, Faye-la-Vineuse et La Roche-Clermault, avec leur fils Bonaventure Gillier († 1584), qui marie en 1542 Marie Babou (René Gillier de Clérembault (1614-1713) est leur arrière-petit-fils).

La seigneurie de Bueil en Touraine a dû se partager à partir de l'amiral Jean V entre la famille de Bueil (François II de Mesgrigny de Briel (1657-1720) est encore dit sire de Bueil : voir ci-dessus), et le chapitre collégial de St-Michel, représenté par son doyen, auquel l'amiral Jean fit donation en 1476 (, p. 461, 458 et 463) Il est possible que les Bueil et leurs descendants aient pu rester les seigneurs éminents (les suzerains), et le chapitre collégial de Bueil exercer la seigneurie directe, car l'amiral de Bueil semble leur avoir donné la seigneurie en fief.

## Armes
| Blason | Blasonnement : Bueil : d'azur au croissant d'argent accompagné de six croisettes recroisetées au pied fiché d'or. Commentaires : Armes reprises par la commune de Bueil-en-Touraine.Cimier: une tête et col de cygne, Supports: deux léopards |

| Blason | Blasonnement : Pierre de Bueil : Écartelé, de Bueil et Avoir, à la bordure d'or. Commentaires : Arme brisée d'une bordure de Pierre de Bueil, frère puiné de Jean IV de Bueil |

| Blason | Blasonnement : Guillaume de Bueil : Écartelé, de Bueil et Avoir, à la bordure engreslée d'or. Commentaires : Arme brisée d'une bordure engreslée de Guillaume de Bueil, frère puiné de Jean IV de Bueil |

| Blason | Blasonnement : Jean III de Bueil : Écartelé, aux 1 et 4 d'azur au croissant d'argent accompagné de six croisettes recroisetées au pied fiché d'or, qui est Bueil, aux 2 et 3 de gueules à la croix ancrée d'or, qui est Avoir. Commentaires : Variante à partir de Jean III de Bueil, alliance Avoir, Cimier : deux têtes et cols de cygne, Supports : deux anges. |

| Blason | Blasonnement : Jean V de Bueil :écartelé, aux 1 et 4 d'azur au croissant d'argent accompagné de six croisettes recroisettées au pied fiché d'or (Bueil), aux 2 et 3 de gueules à la croix ancrée d'or (Avoir) ; sur le tout, un écusson écartelé aux 1 et 4 d'or au dauphin pâmé d'azur (Dauphiné d'Auvergne), aux 2 et 3 d'azur à la bande d'argent accolée de doubles cotices potencées et contre-potencées d'or (Champagne-Sancerre). |

| Blason | Blasonnement : Louis III de Bueil : écartelé, de Bueil et d'Avoir brisé d'un lambel; sur le tout, un écusson écartelé (Auvergne-Sancerre). Commentaires : Arme brisé d'un lambel, de Louis III de Bueil, frère de l'Amiral Jean V de Bueil |

| Blason | Blasonnement : Branche Bueil-Fontaine : écartelé, au 1 et 4 contre-écartelé de Bueil et d'Avoir, sur le tout, écusson du Dauphiné; au 2 et 3 d'azur à l'aigle d'or qui est de Fontaines. Commentaires : Clause du contrat de mariage de Jacques de Bueil avec Louise de Fontaines. |

| Blason | Blasonnement : Écartelé au 1 de Bueil, au 2 de Fontaines, au 3 à trois chevrons de gueules à la fasce d'azur, au 4 d'azur semé de fleur de lys d'or au lion de même. Commentaires : Blason de Louis de Bueil, Sr de Racan, Chevalier du Saint-Esprit, reçu le 15 janvier 1597. |

### Armes des Bueil dans le blason de communes
| Blason | Blasonnement : Vailly-sur-Sauldre : Écartelé : au premier et au quatrième de gueules au lion d'argent, au deuxième et au troisième au croissant d'argent accompagné de six croisettes recroisetées au pied fiché d'or, trois rangées en chef et trois rangées en pointe qui est de Bueil. |

| Blason | Blasonnement : Marans : D'azur semé de croisettes recroisetées au pied fiché d'or, au croissant d'argent brochant sur le tout. |

| Blason | Blasonnement : Saint-Laurent-de-Lin : Écartelé: au 1er d'or à la coquille renversée de gueules, au 2e de sinople à l'écusson écartelé au I et IV d'azur au croissant d'argent accompagné de six croisettes recroisetées au pied fiché d'or qui est de Bueil, aux II et II de gueules à la croix ancrée d'or et sur le tout, écartelé aux 1 et 4 d'or au dauphin d'azur, lorré et peautré de gueules, aux 2 et 3 d'azur à la bande d'argent côtoyée de deux doubles cotices potencées et contre-potencées d'or, au 3e de sinople à la tête de femme posée de dos et de trois-quarts, cousue de gueules, colletée de sable, à la coiffe de dentelle d'argent ajourée de sable, au 4e d'or au fer à cheval de sable, percé du champ, l'espace entre les lames rempli d'argent et chargé d'une machine agricole ancienne d'or. |

| Blason | Blasonnement : Saint-Paterne-Racan : D'azur au croissant d'argent accompagné de six croisettes potencées au pied fiché d'or ordonnées 3 et 3. |

| Blason | Blasonnement : Aubigne-Racan : D'azur au croissant d'argent accompagné de six croisettes potencées au pied fiché d'or, trois rangées en chef et trois rangées en pointe. |

| Blason | Blasonnement : Dissay : Écartelé : au 1) et au 4) palé d’or et de gueules, au 2) d’azur au croissant d’argent accompagné de six croisettes recroisetées au pied fiché du même, trois rangées en chef et trois rangées en pointe, qui est de Bueil au 3) d’azur à la bande d’argent côtoyée de deux double cotices potencées et contre potencées d’or ; sur le tout d’or au dauphin d’azur crêté, barbé, loré, peautré et oreillé de gueules ; le tout sommé d’un comble d’azur chargé de l’inscription DISSAY en lettres capitales d’argent. |

| Blason | Blasonnement : Fontaine-Guérin : Écartelé : aux 1er et 4e de gueules à l’aigle d’or, aux 2e d’azur au croissant d’argent accompagné de six croisettes tréflées du même, trois rangées en chef et trois rangées en pointe, qui est de Bueil au 3e d’azur à la croisette latine ancrée d’or. |

## Titres et possessions
- Comte de Sancerre
- Comte de Marans
- Comtesse de Moret
- Vicomte de Carentan
- Baron de Brandois
- (Baron de l'Ile-Bouchard)
- Baron de Bueil
- Baron de Gençay
- Baron de Longaulnay, Mézeray

Liste non exhaustives des possessions tenues en nom propre ou en fief de la famille de Bueil :
- Seigneur d'Aubijoux
- Terre de la Boulinière, Neuillé
- Seigneur de Beaune en Saint-Christophe
- Seigneur du Bois, Vouvray
- Seigneur de Brosse
- Seigneur de Bueil
- Seigneur de la Championnière, Beaumont-la-Ronce
- Seigneur de Château-Fromont
- (Seigneur de Cinq-Mars-la-Pile)
- Baron de Châteaux en Anjou
- Seigneur de Courcelles : Courcelles/Courcillon (aussi Courcelles ?)
- Seigneur de Crénon
- Seigneur de Courcillon
- Seigneur de Faye-la-Vineuse
- Seigneur de la Fontaine-Guérin
- Seigneur de Gençay
- (Seigneur de L'Île-Bouchard)
- Seigneur de la Marchière, Chemillé-sur-Dême
- Seigneur de Marmande
- Seigneur de Montrésor
- Seigneur de Passavant
- Seigneur de la Perrière
- Le Plessis-Barbe en Bueil
- Seigneur de Pocé
- Seigneur de Racan
- (Seigneur de Rivarennes)
- Seigneur de La Roche-Clermault
- Seigneur de la Roche-au-Majeur (La Roche-Talbot), Souvigné
- Seigneur de Rochefort-sur-Loire
- Seigneur de Saint-Calais
- Seigneur de Saint-Cloud
- Seigneur de Saint-Christophe
- Seigneur de la Mothe-Sonzay
- Seigneur d'Ussé
- Seigneur de Vailly-sur-Sauldre
- Seigneur de Valennes (Valennes ? ou plutôt Le Portau de Vallaines)
- Seigneur de Vaujours/Vaujoyeux
- Seigneur de Vauricheu en Villebourreau
- Métairie de la Barre et du Petit-Verdet en Bueil

## Personnalités
- Jean II de Bueil (vers 1305- vers 1366), chevalier, seigneur de Bueil.
- Jean III de Bueil (1335-1390), chevalier, seigneur de Bueil, Montrésor (hérité de sa mère), La Marchère et de Saint-Calais, Chambellan du duc d'Anjou, gouverneur du Mans[26].
- Hardouin de Bueil, né en 1347 et mort le 15 janvier 1439, est un homme d'Église français des XIVe et XVe siècles. Il est évêque d'Angers du 16 juin 1374 à sa mort.
- Jean IV de Bueil (1365 - † 25 octobre 1415 à la bataille d'Azincourt), seigneur de Bueil, de Montrésor, de Saint-Calais, de Château-Fromont et de Courcelles a été maître des arbalétriers de France (1396-1399).
- Jean V de Bueil (né en 1406 et mort en juillet 1477), chevalier (en 1434 ou 35 ), capitaine de Tour (en 1428 ), amiral de France (1450-1461), comte de Sancerre (Jean IV, 1451-1477), vicomte de Carentan (1450-1477), seigneur de Bueil, Montrésor et d'Aubijoux, de Château-En-Anjou, de Courcillon, de Saint-Calais, de Vaujours, Ussé et de Vailly-sur-Sauldre.
- Antoine de Bueil, (avant 1461-mort après 1506), chancelier du roi, comte de Sancerre, seigneur de Faye-la-Vineuse.
- Louis III de Bueil, mort le 5 février 1447, était comte de Bueil.
- Jacques de Bueil, (v.1462 - mort le 8 octobre 1513), chevalier, comte de Sancerre (1506-1513), échanson du roi Charles VIII de France, seigneur de Courcillon, de Bueil et de Sagonne.
- Charles de Bueil, (avant 1497 - 13/09/1515), comte de Sancerre (1513-1515), baron de Vailly, seigneur de Bueil,
- François de Bueil, chanoine en l'église de Bourges, trésorier de la Sainte-Chapelle, abbé de Plainpied[27], archevêque de Bourges, mort le 25 mars 1525
- Louis IV de Bueil, (avant 1513 - mort en 1563 ou 1565), dit le Bègue?, grand échanson du roi de France, chevalier de l'ordre du roi, comte de Sancerre (1537-1563), gouverneur d'Anjou, de Touraine et du Maine, baron de Châteaux, de Saint-Christophe en Touraine, seigneur de Courcillon, de Vailly.
- Jean VI de Bueil, grand échanson de France, comte de Sancerre (Jean V, 1515-1537), vicomte de Carentan, seigneur de Montrésor, de Château-la-Vallière, de Courcillon, de Saint-Calais, de Vaujours, Ussé et de Vailly.
- Jean VII de Bueil, (avt 1563 - mort en 1638), comte de Sancerre (Jean VI, 1563-1628), grand échanson de France et chevalier des ordres du roi.
- Jacqueline de Bueil-Courcillon fut l'une des maîtresses officielles d'Henri IV, comtesse de Moret, née en 1588 et morte à Moret en 1651.
- René de Bueil, grand échanson de France, comte de Sancerre (1626-1640), comte de Marans, baron de Gençay et baron de Châteaux.
- Jean VIII de Bueil, (vers 1627 - janvier 1665), comte de Marans, seigneur de Bueil, de Gençay et de Vaujours, fut grand échanson de France sous Louis XIII.
- Honorat de Bueil de Racan, seigneur (dit marquis)[28] de Racan, né au manoir de Champmarin à Aubigné-Racan le 5 février 1589 et mort à Paris le 21 janvier 1670 (à 80 ans), est un poète et écrivain français.

## Pour approfondir